# Joseph Delaney
Joseph Henry Delaney (5 de febrero de 1932 - 21 de diciembre de 1999) fue un abogado y escritor de ciencia ficción norteamericano. Sus primeras obras publicadas lo fueron a edad bastante avanzada, en 1982, cuando tenía cerca de 50 años, y la mayoría relacionadas con la revista Analog Science Fiction and Fact.
Estuvo nominado en varias oportunidades para el premio Hugo a la mejor novela corta y ganó varias encuestas de lectores en Analog.
Delaney comparte el mismo nombre
(incluido el segundo nombre) con Joseph Delaney, el autor británico de ciencia ficción y fantasía de la serie Crónicas de Ward y otras obras.

## Obras

### Series

#### Adam Schoonover
- Brainchild (1982)
- A Slip of the Mind (1984)
- Adam and Evil (1990)

### Varias
- Los nuevos intocables, novela, en Analog Science Fiction and Fact, 1983.
- Valentina: Soul in Sapphire, novela, con  Marc Stiegler, ISBN 0-671-55916-8, 1984.
- En la cara de mi enemigo, novela, 349 pgs. ISBN 0-671-55993-1, 1985.
- Lords Temporal, novela, 374 pgs. ISBN 0-671-65613-9,  1987.